# Raul Bragança Neto
Raul Wagner da Conceição Bragança Neto (ur. 1946, zm. 14 kwietnia 2014 w Tuluzie) – premier Wysp Świętego Tomasza i Książęcej od 19 listopada 1996 do 5 stycznia 1999 roku.
Należał do Ruchu Wyzwolenia Wysp Świętego Tomasza i Książęcej-Partii Socjaldemokratycznej (MLSTP-PSD). Służył w armii, gdzie awansował do stopnia pułkownika rezerwy. Był szefem sztabu sił zbrojnych, a także ministrem obrony i porządku publicznego. Na stanowisko premiera rządu koalicyjnego powołany pod koniec 1996 po tym, jak rząd Armindo Vaz d’Almeidy nie obronił się podczas głosowania nad wotum nieufności. Pełnienie funkcji zakończył wraz z wyborem nowego gabinetu na czele z Guilherme Posserem da Costą, który wyłoniono po wyborach parlamentarnych z listopada 1998. Zmarł w 2014 we Francji po długiej chorobie